# Виконт Рочдейл
Виконт Рочдейл из Рочдейла в графстве Ланкашир — наследственный титул в системе Пэрства Соединённого королевства. Он был создан 20 января 1960 года для Джона Кемпа, 2-го барона Рочдейла (1906—1993). Он был председателем шерстяной производственной фирмы «Kelsall & Кемп Ltd» и бывшим президентом Национального союза промышленников и главой Би-би-си.
14 февраля 1913 года титул барона Рочдейла из Рочдейла в графстве Ланкашир (Пэрство Соединённого королевства) был создан для Джорджа Кемпа (1866—1945), отца будущего виконта Рочдейла. Он был председателем «Kelsall & Kemp Ltd», бригадиром британской армии, депутатом Палаты общин Великобритании от Юго-Восточного Ланкашира (1895—1906) и Северо-Западного Манчестера (1910—1912).
По состоянию на 2025 год носителем титула являлся Джонатан Хьюго Дуривал Кемп, 3-й виконт Рочдейл (род. 1961), внук 1-го виконта, который сменил своего отца в 2015 году.

## Бароны Рочдейл (1913)
- 1913—1945: Джордж Кемп, 1-й барон Рочдейл (9 июня 1866 — 24 марта 1945);
- 1945—1993: Джон Дуривал Кемп, 2-й барон Рочдейл (5 июня 1906 — 24 мая 1993), старший сын предыдущего, виконт Рочдейл с 1960 года.

## Виконты Рочдейл (1960)
- 1960—1993: Джон Дуривал Кемп, 1-й виконт Рочдейл (5 июня 1906 — 24 мая 1993), старший сын Джона Кемпа, 1-го барона Рочдейла;
- 1993—2015: Сент-Джон Дуривал Кемп, 2-й виконт Рочдейл (15 января 1938 — 27 февраля 2015), единственный сын предыдущего;
- 2015 — настоящее время: Джонатан Хьюго Дуривал Кемп, 3-й виконт Рочдейл (род. 10 июня 1961), старший сын предыдущего;
  - Наследник титула: Джордж Томас Кемп (род. 2001), единственный племянник предыдущего.